# Telmatactis panamensis
Telmatactis panamensis is een zeeanemonensoort uit de familie Isophelliidae.
Telmatactis panamensis is voor het eerst wetenschappelijk beschreven door Verrill in 1869.